# 지방도 제998호선
지방도 제998호선은 강원도 영월군 하동면 진별리와 경상북도 봉화군 춘양면 소로리를 잇던 경상북도의 지방도이다.
1995년부터 국가지원지방도 제88호선에 전 구간 편입되어 폐지되었다.

## 주요 경유지
1991년 도로현황조서 기준 당시 구간은 다음과 같았다.

### 강원도
- 영월군
  - 하동면 진별리 (지방도 제595호선과 분기) - 옥동리 - 외룡리 - 내리

### 경상북도
- 봉화군
  - 춘양면 우구치리 - 의양리 - 소로리 (국도 제36호선과 분기)